# Copa América de Padbol 2017
La Copa América de Padbol 2017 fue la primera edición del torneo. Se desarrolló del 24 al 26 de noviembre de 2017 en el Clube de Campo de Sorocaba (Brasil). Participaron 6 parejas provenientes de 4 países. Se consagraron campeones los argentinos Gonzalo Maidana, Tomás Labayen y Rodrigo Maidana tras ganar en la final a la pareja uruguaya conformada por Eddy Bueno y Sebastián Sanromán, por 6-7, 6-3, 6-4.

## Organización
El torneo se realizó del 24 al 26 de noviembre de 2017 y fue la primera edición continental, coincidiendo con el debut europeo de la Eurocopa de Padbol 2017.

### Sede
La sede elegida fue el Club de Campo de Sorocaba, São Paulo, Brasil, un complejo de 242000m2 que cuenta con canchas de fútbol, piscinas, gimnasio, entre tantos otros espacios preparados para realizar distintos deportes y actividades.

### Formato del torneo
El torneo constó de una Fase Inicial, con las seis parejas enfrentándose todos contra todos, de las cuales clasificaron a la siguiente fase los mejores cuatro. Luego se disputaron las Semifinales y la Final.
Los partidos fueron al mejor de tres sets, y en caso de ser necesario un tiebreak. 
Existió la posibilidad de que cada equipo tenga un suplente. Se podía hacer un cambio en el partido, al término de un set o en caso de lesión.

### Arbitraje
El plantel arbitral estuvo compuesto por los uruguayos Marcelo Navarro y Luis Santana.

## Parejas participantes
| País             | Parejas                                         | #                   |
| ---------------- | ----------------------------------------------- | ------------------- |
| Argentina 1 cupo | Maidana.G/Labayen/Maidana.R                     | Argentina           |
| Brasil 2 cupos   | André/Laranja/Caldera Pedrinho/Fabinho/Hamilton | Brasil 1 Brasil 2   |
| Paraguay 1 cupo  | Santo/Cardona                                   | Paraguay            |
| Uruguay 2 cupos  | Sanroman/Bueno Sánchez/Roberti                  | Uruguay 1 Uruguay 2 |

## Resultados

### Fase de Grupo

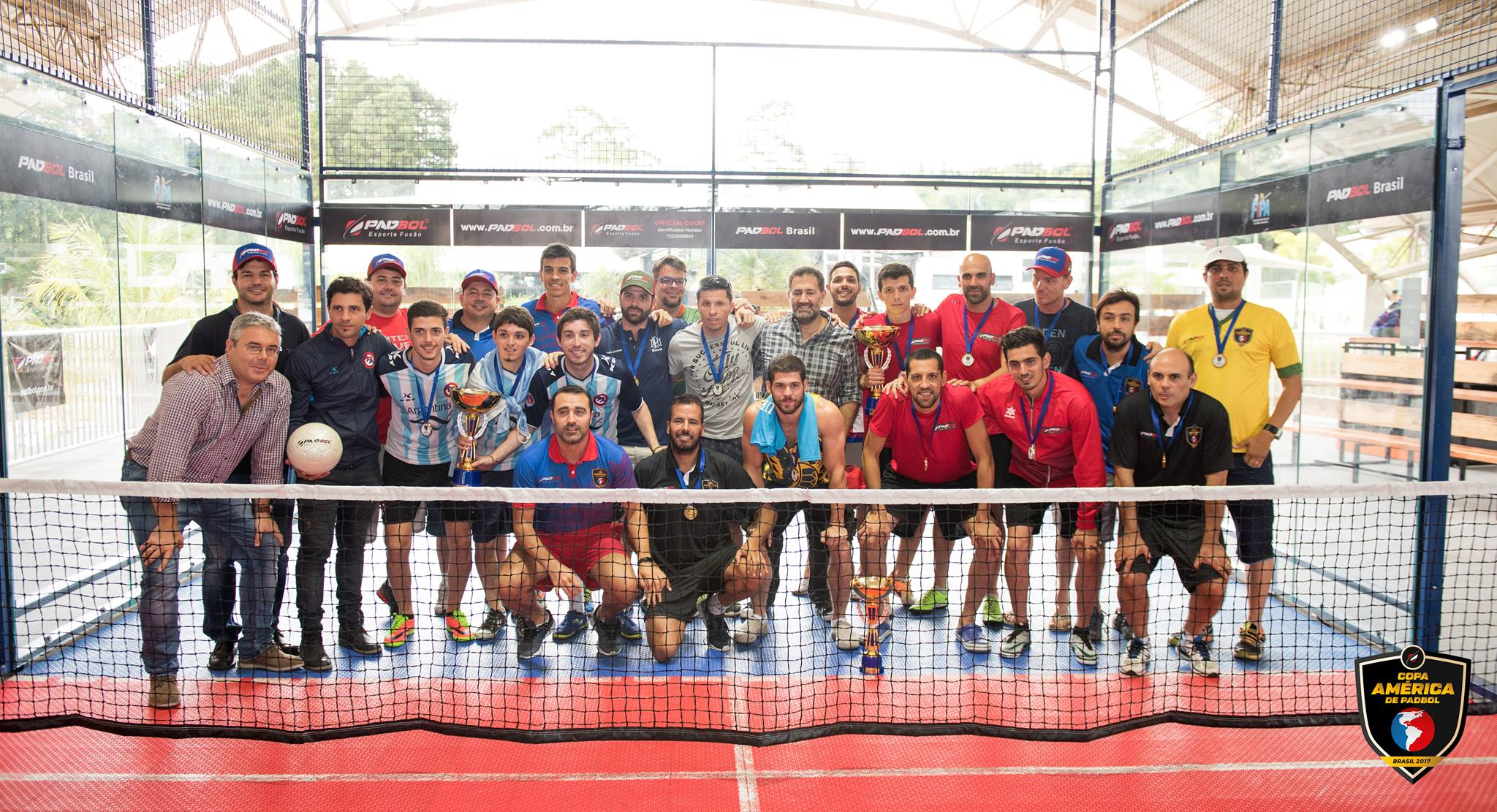
Delegaciones Copa América de Padbol

- Leyenda: PJ: Partidos jugados; PG: Partidos ganados; PP: Partidos perdidos; SF: sets a favor; SC: sets en contra; GF: Games a favor; GC: Games en contra DS: Diferencia de sets.

| Equipo                      | PJ | PG | PP | SF | SC | GF | GC | DS |
| --------------------------- | -- | -- | -- | -- | -- | -- | -- | -- |
| Sanroman/Bueno              | 5  | 5  | 0  | 10 | 0  | 62 | 16 | 10 |
| Maidana.G/Labayen/Maidana.R | 5  | 4  | 1  | 8  | 2  | 60 | 29 | 6  |
| Sánchez/Roberti             | 5  | 3  | 2  | 6  | 4  | 47 | 28 | 2  |
| André/Laranja/Caldera       | 5  | 2  | 3  | 4  | 8  | 33 | 65 | -4 |
| Santo/Cardona               | 5  | 1  | 4  | 3  | 7  | 31 | 63 | -4 |
| Pedrinho/Fabinho/Hamilton   | 5  | 0  | 5  | 1  | 10 | 31 | 63 | -9 |

| 24 de noviembre de 2017 | Sanroman/Bueno | 6-0 6-0 | Santo/Cardona | Clube de Campo de Sorocaba, Sorocaba |  |

| 24 de noviembre de 2017 | Sánchez/Roberti | 6-1 6-0 | Pedrinho/Hamilton | Clube de Campo de Sorocaba, Sorocaba |  |

| 24 de noviembre de 2017 | Maidana.G/Labayen | 6-1 6-0 | André/Laranja | Clube de Campo de Sorocaba, Sorocaba |  |

| 24 de noviembre de 2017 | Santo/Cardona | 7-6 6-4 | Pedrinho/Hamilton | Clube de Campo de Sorocaba, Sorocaba |  |

| 24 de noviembre de 2017 | Maidana.G/Labayen | 7-6 6-2 | Sánchez/Roberti | Clube de Campo de Sorocaba, Sorocaba |  |

| 24 de noviembre de 2017 | Sanroman/Bueno | 6-1 6-0 | André/Laranja | Clube de Campo de Sorocaba, Sorocaba |  |

| 24 de noviembre de 2017 | Maidana.G/Labayen/Maidana.R | 6-3 6-2 | Pedrinho/Fabinho | Clube de Campo de Sorocaba, Sorocaba |  |

| 24 de noviembre de 2017 | Sanroman/Bueno | 6-3 6-0 | Sánchez/Roberti | Clube de Campo de Sorocaba, Sorocaba |  |

| 24 de noviembre de 2017 | André/Laranja | 7-6 4-6 6-3 | Santo/Cardona | Clube de Campo de Sorocaba, Sorocaba |  |

| 25 de noviembre de 2017 | Sanroman/Bueno | 6-1 6-0 | Pedrinho/Fabinho | Clube de Campo de Sorocaba, Sorocaba |  |

| 25 de noviembre de 2017 | Maidana.G/Maidana.R | 6-1 6-0 | Santo/Cardona | Clube de Campo de Sorocaba, Sorocaba |  |

| 25 de noviembre de 2017 | Sánchez/Roberti | 6-0 6-0 | André/Laranja | Clube de Campo de Sorocaba, Sorocaba |  |

| 25 de noviembre de 2017 | Sánchez/Roberti | 6-1 6-1 | Santo/Cardona | Clube de Campo de Sorocaba, Sorocaba |  |

| 25 de noviembre de 2017 | Sanroman/Bueno | 7-6 7-5 | Maidana.G/Labayen | Clube de Campo de Sorocaba, Sorocaba |  |

| 25 de noviembre de 2017 | André/Laranja/Caldera | 7-5 1-6 6-3 | Pedrinho/Fabinho/Hamilton | Clube de Campo de Sorocaba, Sorocaba |  |

### Segunda fase

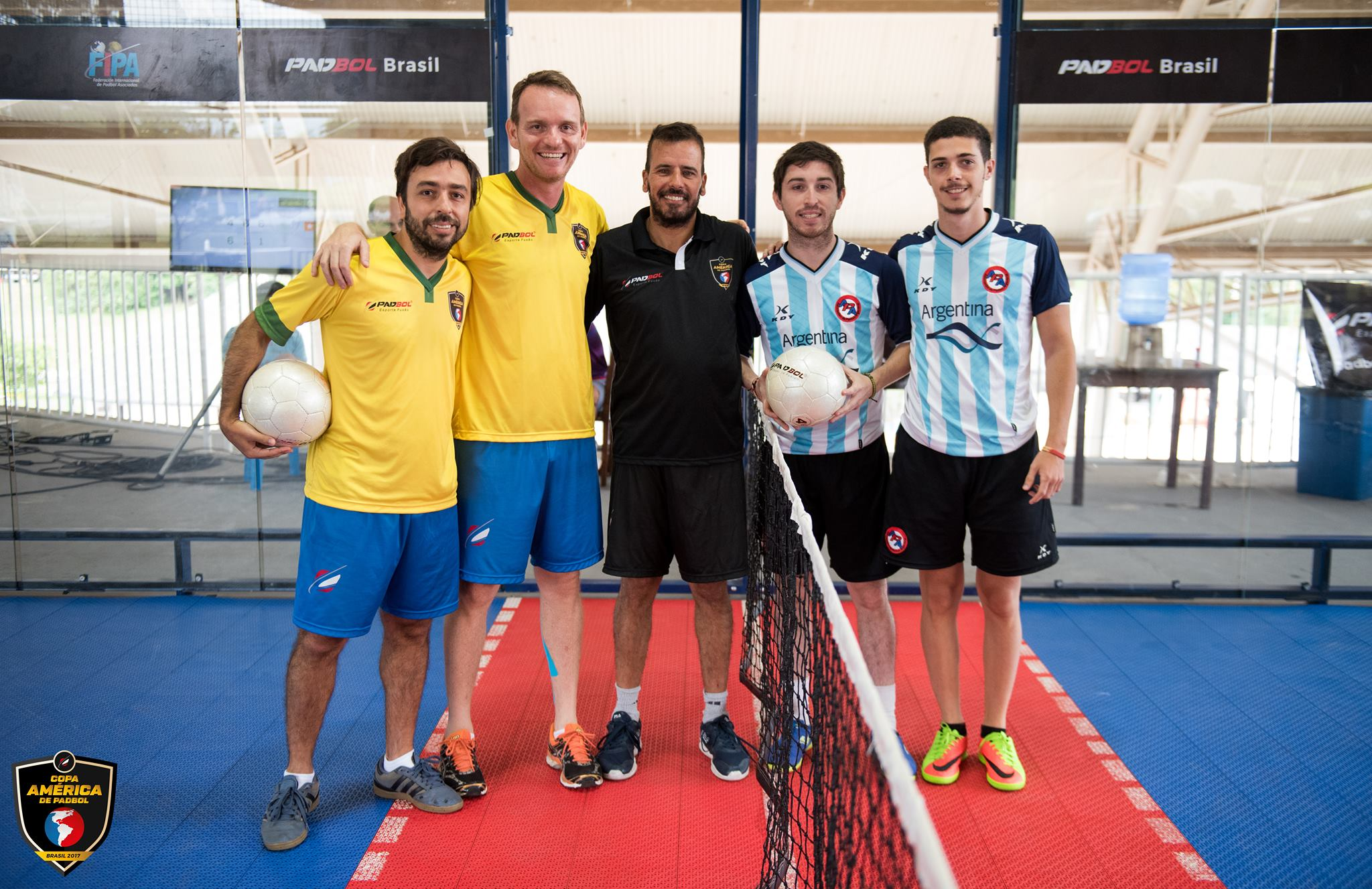
Semifinal Brasil vs Argentina - Copa América 2017

Para la segunda fase se clasificaron a semifinales las cuatro mejores parejas de la fase de grupos, con la consideración de que en los torneos internacionales no pueden llegar dos parejas del mismo país a la final. 
|  | Semifinales | Semifinales       | Semifinales | Semifinales       | Semifinales |   |   | Final          | Final | Final | Final | Final |  |
|  |             |                   |             |                   |             |   |   |                |       |       |       |       |  |
|  |             |                   |             |                   |             |   |   |                |       |       |       |       |  |
|  | 1           | Sanroman/Bueno    | 4           | 6                 | 6           |   |   |                |       |       |       |       |  |
|  | 1           | Sanroman/Bueno    | 4           | 6                 | 6           |   |   |                |       |       |       |       |  |
|  | 3           | Sánchez/Roberti   | 6           | 1                 | 1           |   |   |                |       |       |       |       |  |
|  | 3           | Sánchez/Roberti   | 6           | 1                 | 1           |   | 1 | Sanroman/Bueno | 7     | 3     | 4     |       |  |
|  |             |                   |             |                   |             |   | 1 | Sanroman/Bueno | 7     | 3     | 4     |       |  |
|  |             |                   | 2           | Maidana.G/Labayen | 6           | 6 | 6 |                |       |       |       |       |  |
|  | 4           | Laranja/Caldera   | 2           | Maidana.G/Labayen | 6           | 6 | 6 | 1              | 0     |       |       |       |  |
|  | 4           | Laranja/Caldera   |             |                   |             |   |   | 1              | 0     |       |       |       |  |
|  | 2           | Maidana.G/Labayen | 6           | 6                 |             |   |   |                |       |       |       |       |  |
|  | 2           | Maidana.G/Labayen | 6           | 6                 |             |   |   |                |       |       |       |       |  |
|  |             |                   |             |                   |             |   |   |                |       |       |       |       |  |

#### Semifinales
| 26 de noviembre de 2017 | Sanroman/Bueno | 4-6 6-1 6-1 | Sánchez/Roberti | Clube de Campo de Sorocaba, Sorocaba |  |

| 26 de noviembre de 2017 | Laranja/Caldera | 1-6 0-6 | Maidana.G/Labayen | Clube de Campo de Sorocaba, Sorocaba |  |

#### Tercer y Cuarto puesto
| 26 de noviembre de 2017 | Sánchez/Roberti | 6-0 6-2 | Laranja/Caldera | Clube de Campo de Sorocaba, Sorocaba |  |

#### Final
| 26 de noviembre de 2017              | Sanroman/Bueno | 7-6 3-6 4-6 | Maidana.G/Labayen | Clube de Campo de Sorocaba, Sorocaba |  |
| Argentina primer campeón continental |                |             |                   |                                      |  |

## Posiciones finales

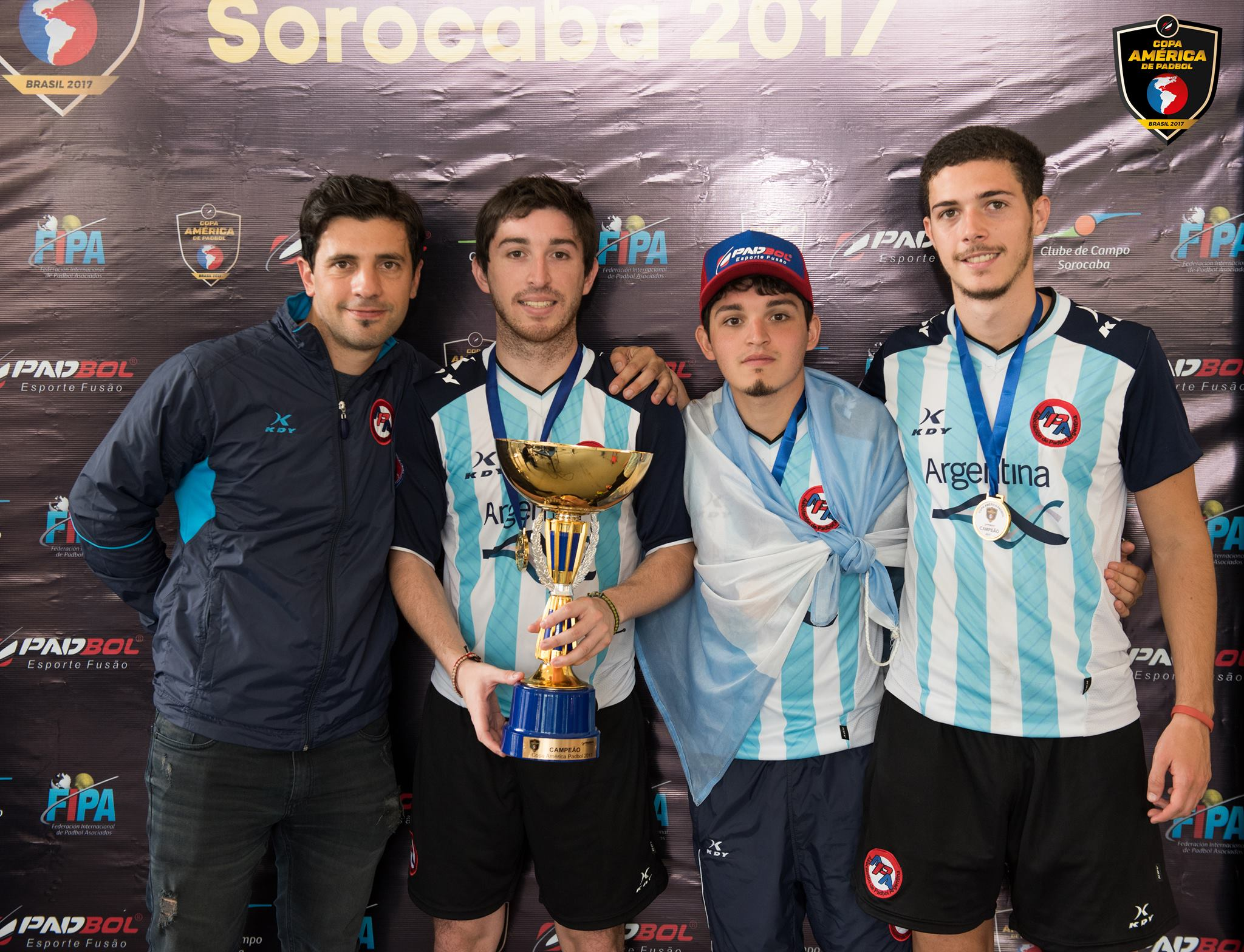
Argentina campeón de América 2017

| Equipo | Equipo                      | PJ | PG | PP | SF | SC | GF | GC | DS  | DG  |
| ------ | --------------------------- | -- | -- | -- | -- | -- | -- | -- | --- | --- |
| 1      | Maidana.G/Labayen/Maidana.R | 7  | 6  | 1  | 12 | 3  | 90 | 44 | +9  | +46 |
| 2      | Sanroman/Bueno              | 7  | 6  | 1  | 14 | 3  | 92 | 42 | +11 | +50 |
| 3      | Sánchez/Roberti             | 7  | 4  | 3  | 9  | 6  | 67 | 46 | +3  | +21 |
| 4      | André/Laranja/Caldera       | 7  | 2  | 5  | 4  | 12 | 36 | 89 | -8  | -53 |
| 5      | Santo/Cardona               | 5  | 1  | 4  | 3  | 7  | 31 | 63 | -4  | -32 |
| 6      | Pedrinho/Fabinho/Hamilton   | 5  | 0  | 5  | 1  | 10 | 31 | 63 | -9  | -32 |

## Premios

### Mejor jugador del torneo
El MVP del torneo fue el argentino Gonzalo Maidana, que ya había sido elegido como mejor jugador en la Copa Mundial de Padbol 2016 en Uruguay.

## Cobertura
El torneo se transmitió íntegramente por las redes sociales y fue seguido por muchos medios que se hicieron eco del evento.
La estrella brasileña del Futsal Falcao fue partícipe como la imagen promocional del evento.